# Odd
Odd er et norrønt drengenavn, som betyder spids. Navnet er mest brugt i Norge.

## Udbredelse
Antal af personer med navnet Odd i nævneværdige lande:
- Norge: 21.572 (2012[1])
- Sverige: 1.288 (2013[2])
- Danmark: 88 (2013[3])
- Finland: 51 (2013)
- Færøerne: 13 (2013[4])
- Island: 3 (2012[5])

## Kendte med navnet Odd
- Odd Einar Dørum
- Odd Nerdrum
- Odd Eriksen
- Odd Hassel
- Odd Roger Enoksen
- Odd Sørli